# God and Guns
Albums de Lynyrd Skynyrd
Vicious Cycle
(2003) Last of a Dyin' Breed
(2012)
God & Guns est le treizième album studio du groupe de rock sudiste, Lynyrd Skynyrd. Il est sorti le 29 septembre 2009 sur le label Roadrunner Records et fut produit par Bob Marlette.

## Historique
Cet album est enregistré dans sa majorité à Nashville avec quelques retouches effectuées dans les studios Sea de Fort Myers en Floride.
Il contient le single Still Unbroken sortit le 27 juillet 2009 suivi par Simple Life, le 4 août 2009. Hughie Thomasson contribua, juste avant sa mort à la composition de nombreuses chansons, incluant Still Unbroken, écrit en 2001 après la mort d'un autre membre : le bassiste Leon Wilkeson. L'album contient les performances de John 5 (écriture et jeu de guitare), ex-guitariste de Marilyn Manson et actuel guitariste de Rob Zombie qui vient chanter lui-même sur le titre Floyd.
C'est également le dernier album auquel participe l'organiste/pianiste de longue date Billy Powell, qui mourra de complications cardiaques le 28 janvier 2009. Ean Evans, qui avait remplacé Leon Wilkeson à la basse, mourut également des suites d'un cancer en mai 2009 avant la sortie de l'album. Les chansons Giften Hands et Storm leur sont respectivement dédiées.
Cet album est le premier avec le guitariste Mark Matejka. Ce dernier avait cependant collaboré sur l'album Christmas Time Again (2000) en tant que membre du Charlie Daniels.

### Réception
Cet album entra directement à la 18e place du classement du Billboard 200 aux États-Unis. C'est le meilleur classement pour un album studio du groupe depuis l'album Street Survivors sorti en 1977. Même constat dans les charts britanniques où il est le premier album du groupe à se classer (36e) depuis... Street Survivors en 1977. En France, il resta classé pendant quatre semaines atteignant la 64e place.

## Liste des titres
Album original
1. Still Unbroken (Rickey Medlocke, Gary Rossington, Hughie Thomasson, Johnny Van Zant) – 5:06
2. Simple Life (Medlocke, Rossington, Jeffrey Steele, J. Van Zant) – 3:17
3. Little Thing Called You (John Lowery, Medlocke, Rossington, J. Van Zant) – 3:58
4. Southern Ways (Lowery, Bob Marlette, Medlocke) – 3:48
5. Skynyrd Nation (Lowery, Marlette, Medlocke, J. Van Zant) – 3:52
6. Unwrite that Song (Medlocke, Tony Mullins, Rossington, Steele, J. Van Zant) – 3:50
7. Floyd (Lowery, Medlocke, Rossington, J. Van Zant) – 4:03
8. That Ain't My America (Medlocke, Rossington, J. Van Zant, Brad Warren, Brett Warren) – 3:44
9. Comin' Back For More (Blair Daly, Medlocke, Rossington, J. Van Zant) – 3:28
10. God and Guns (Mark Stephen Jones, Travis Meadows, Bud Tower) – 5:44
11. Storm (Lowery, Marlette, Medlocke, Rossington, J. Van Zant) – 3:15
12. Gifted Hands (Lowery, Marlette, Medlocke, Rossington, J. Van Zant) – 5:22

Disque 2 de l'édition spéciale.
1. Bang Bang (Trey Bruce, Medlocke, Rossington, J. Van Zant) – 3:10
2. Raining In My Heartland (Bruce, Medlocke, Rossington, J. Van Zant) – 3:54
3. Hobo Kinda Man (Bruce, Medlocke, Rossington, J. Van Zant) – 3:53
4. Red White & Blue (Love It or Leave) (live) (Donnie Van Zant, J. Van Zant, Brad Warren, Brett Warren) – 5:42
5. Call Me the Breeze (live) (J.J. Cale) – 5:49
6. Sweet Home Alabama (live) (Ed King, Rossington, Ronnie Van Zant) – 6:25

- Pistes live enregistrées le 15 juin 2007 au Freedom Hall à Louisville, Kentucky

## Musiciens
Lynyrd Skynyrd
- Johnny Van Zant : chant, harmonica
- Gary Rossington : guitares
- Rickey Medlocke : guitares, harmonica, chœurs
- Billy Powell : claviers
- Mark Matejka : guitares, chœurs
- Ean Evans : basse, chœurs
- Michael Cartellone : batterie, percussions
- Dale Krantz-Rossington et Carol Chase : chœurs

Musiciens additionnels
- John 5 : guitares
- Rob Zombie : chant sur Floyd
- Michael Rhodes : basse
- Greg Morrow : batterie
- Jerry Douglas : dobro
- Bob Marlette : piano
- Perry Coleman : chœurs
- Arrangement des cordes sur Unwrite That Song etGifted Hands : Lisa Parade

## Classements
| Pays         | Durée du classement | Meilleur classement |
| ------------ | ------------------- | ------------------- |
| Allemagne    | 3 semaines          | 37e                 |
| Belgique (W) | 1 semaine           | 91e                 |
| États-Unis   | 8 semaines          | 18e                 |
| Finlande     | 1 semaines          | 26e                 |
| France       | 4 semaines          | 64e                 |
| Pays-Bas     | 1 semaines          | 79e                 |
| Royaume-Uni  | 1 semaines          | 36e                 |
| Suède        | 1 semaines          | 38e                 |
| Suisse       | 3 semaines          | 38e                 |

Charts single
| Date            | Single         | Chart                  | Durée du classement | Position |
| --------------- | -------------- | ---------------------- | ------------------- | -------- |
| 10 octobre 2009 | Still Unbroken | Mainstream Rock Tracks | 1 semaine           | 40e      |